# The Princess and the Queen
The Princess and the Queen, or, the Blacks and the Greens é uma novela que faz parte do universo da saga de A Song of Ice and Fire escrito por George R. R. Martin, que foi publicado originalmente nos Estados Unidos em 3 de dezembro de 2013 no livro de antologia Dangerous Women. O livro de antologia reúne diversos contos de escritores de fantasia e foi editado por Martin e Gardner Dozois. No Brasil, a antologia recebeu o nome de Mulheres Perigosas e foi publicado em fevereiro de 2017, pela editora Leya.
Esta novela é a quarta já feita por Martin após as três histórias de Tales of Dunk and Egg, e levaria o nome de The She-Wolves of Winterfell. O conto narra a história da guerra civil conhecida como Dança dos Dragões e tem o personagem Arquimeistre Gyldayn da Cidadela de Vilavelha, como narrador.
Em 2018, a história também foi incluída no livro Fire & Blood de Martin, que se passa 300 anos antes de A Game of Thrones (1996) e que apresenta os primeiros 150 anos da dinastia Targaryen.

## Enredo
Após a morte do rei Viserys I, a rainha Alicent e o Lorde Comandante da Guarda Real, Criston Cole, formam o Conselho Verde e decidem coroar Aegon, filho de Alicent, em vez de seguir o testamento de Viserys que nomeava a princesa Rhaenyra como herdeira. Eles prendem serviçais e eliminam o apoio à princesa, resultando na execução do Mestre da Moeda, Lorde Beesbury. Aegon II é coroado no Fosso dos Dragões em Porto Real, e a notícia provoca a fúria de Rhaenyra em Pedra do Dragão, que entra em trabalho de parto e dá à luz uma filha natimorta. Ela então forma o Conselho Negro e é coroada rainha Rhaenyra I, enquanto Aegon II a declara traidora. Tentativas de mediação falham e a Dança dos Dragões começa, marcando o início de um conflito dinástico. 
Em busca de aliados, o rei Aegon II envia seu irmão Aemond Targaryen para buscar apoio do Lorde de Ponta Tempestade, Borros Baratheon, mas Aemond montado em Vhagar mata o filho de Rhaenyra, Lucerys, que veio ao lugar com o mesmo propósito. Em retaliação, o príncipe consorte Daemon manda assassinar Jaehaerys, herdeiro de Aegon II.  A guerra torna-se mais brutal, com batalhas frequentes e perdas significativas para os Negros, como a princesa Rhaenys e sua dragão Meleys na Batalha de Pouso das Gralhas, e o príncipe herdeiro Jacaerys Velaryon com seu dragão Vermax na Batalha da Goela. 
A rainha Rhaenyra consegue tomar o Trono de Ferro, executa apoiadores dos Verdes, como Otto Hightower que atuava como a Mão de Aegon II. Ela mantém as rainhas Alicent e Helaena como reféns, mas não consegue capturar Aegon II, que consegue fugir da capital. A má administração de Rhaenyra se torna impopular devido a alta cobrança de impostos, além disso, ela começa a desconfiar e fazer acusações infundadas de traição contra Corlys Velaryon (seu Lorde Mão) e Addam Velaryon. Addam, para provar não ser traidor, lidera um ataque à Tumbleton, matando os vira-casacas liderados por Hugh Martelo (montador de Vermithor) e o príncipe rival Daeron. Daemon Targaryen, desconfiando de sua sobrinha-esposa Rhaenyra, deserta e se estabelece em Harrenhal, onde desafia Aemond Targaryen, que havia dizimado as Terras Fluviais, para uma luta. No combate final entre os dragões Caraxes e Vhagar, Daemon crava sua espada Irmã Sombria no crânio de Aemond e ambos os príncipes e seus dragões morrem na Batalha Acima do Olho de Deus.
Em Porto Real, o suicídio da rainha Helaena após a notícia da morte de seu filho Maelor, resulta em uma revolta contra Rhaenyra que finda na destruição do Fosso dos Dragões, e na morte de seus dragões, além da morte do príncipe Joffrey Velaryon. Desesperada, Rhaenyra foge com seu filho Aegon, vendendo sua coroa para escapar da cidade. Ao chegar em Pedra do Dragão, foi traída por sor Alfred Broome e sua guarda real foi aniquilada. Aegon II que havia assumido o controle da ilha anteriormente e em segredo, após capturar Rhaenyra, ordena a execução dela, alimentando-a ao seu dragão moribundo, Sunfyre. Aegon II retoma o Trono de Ferro e determinou que Rhaenyra fosse lembrada apenas como princesa, enquanto sua mãe Alicent e sua irmã-esposa Helaena seriam reconhecidas como as únicas rainhas daquela época.

## Personagens
O conto "A Princesa e a Rainha, ou, os Negros e os Verdes" apresenta uma gama de personagens durante a história. A lista a seguir apresenta alguns dos personagens do núcleo central, separados por seus clãs, os Negros e os Verdes.

### Os Verdes

#### Realeza
- Aegon II Targaryen:

Aegon II é o sexto Targaryen a se sentar no Trono de Ferro, sucedendo seu pai, Viserys I. Sua ascensão foi disputada com sua meia-irmã mais velha, Rhaenyra Targaryen, que foi morta por seu dragão Sunfyre. Após a morte de sua irmã e depois de recuperar o trono, Aegon II foi morto envenenado.
- Helaena Targaryen:

A Rainha Helaena é a esposa-irmã de Aegon II, filha do rei Viserys I e sua segunda esposa, a rainha Alicent Hightower. Ela teve três filhos com o marido, os gêmeos Jaehaerys e Jaehaera Targaryen e Maelor Targaryen. Helaena era uma domadora, seu dragão era Dreamfyre. Ela era amada pelos plebeus e quando Rhaenyra tomou a capital, Helaena se suicidou ao jogar-se da janela de uma torre da Fortaleza de Maegor.
- Aemond Targaryen: Aemond foi o Príncipe Regente dos Sete Reinos e seus pais foram Alicent Hightower e o rei Viserys I Targaryen. Ele foi irmão do rei Aegon II Targaryen, do príncipe Daeron e da rainha Helaena. Ele foi um domador cujo dragão foi Vhagar.[7]
- Daeron Targaryen:

Daeron é o filho mais novo de Viserys I e Alicent Hightower. Seus irmãos foram Aegon II, Aemond e Helaena. Seu dragão era Tessarion.
- Jaehaerys Targaryen:

Jaehaerys é o príncipe herdeiro de Aegon II e Helaena, tinha uma irmã gêmea chamada Jaehaera e um dragão chamado Shrykos. Ele foi assassinado por dois homens aos comandos do tio Daemon Targaryen.
- Jaehaera Targaryen:

Jaehaera é a filha de Aegon II e Helaena, tinha um irmão gêmeo chamada Jaehaerys e um dragão chamado Morghul. Com o fim da Dança dos Dragões, Jaehaera casou-se com o Rei Aegon III, como parte do acordo de paz, porém, ela se suicidou da mesma forma de mãe Helaena.
- Maelor Targaryen:

Maelor é o filho mais novo de Aegon II e Helaena, seus irmão foram Jaehaerys e Jaehaera. Ele foi morto quando fugiu de Porto Real.

#### Conselho Verde
- Alicent Hightower:

A Rainha Viúva Alicent foi a segunda esposa do rei Viserys I Targaryen e filha de Sor Otto Hightower. Ela foi a mãe do Rei Aegon II Targaryen, dos príncipes Aemond e Daeron, e da Rainha Helaena. Ela ficou conhecida como a Rainha Viúva dos Sete Reinos. Alicent foi aprisionada com o fim da Dança dos Dragões e morreu anos depois de febre forte..
- Otto Hightower:

Sor Otto foi o pai da Rainha Alicent e Mão do Rei Jaehaerys I Targaryen, pai do Rei Viserys I, e depois Mão do próprio Viserys. Ele também atuou como Mão do Rei Aegon II, até ser deposto do cargo.
- Criston Cole:

Sor Criston era o Senhor Comandante da Guarda Real à época da morte do Rei Viserys I Targaryen e convenceu seu filho, Aegon a assumir o governo dos Sete Reinos, desafiando o desejo de Viserys, que queria que sua filha, a Princesa Rhaenyra Targaryen, o sucedesse. Ele se tornou o Mão do Rei Aegon II. Ele morreu durante uma das batalhas da Dança dos Dragões.
- Tyland Lannister:

Sor Tyland foi um cavaleiro da Casa Lannister. Feito Mestre dos Navios e membro do Pequeno Conselho durante o reinado de Viserys I Targaryen, ele foi nomeado Mestre da Moeda no começo da Dança dos Dragões. Ele era o irmão gêmeo mais novo do Lorde de Rochedo Casterly, Jason Lannister.
- Jasper Wylde:

Lorde Jasper foi o Mestre das Leis durante o reinado de Aegon II.
- Larys Strong:

Lorde Larys foi o Mestre dos Sussurros durante o reinado de Aegon II, encarregado no sistema de espionagem para o rei.
- Grande Meistre Orwyle:

Meistre Orwyle foi o chefe dos correios e cientista durante o reinado de Aegon II.

### Os Negros

#### Realeza
- Rhaenyra Targaryen:

Rhaenyra é a filha mais velha e único filho sobrevivente do Rei Viserys I com sua primeira esposa, uma senhora da Casa Arryn. Ela disputou o Trono de Ferro com seu meio-irmão mais novo, Aegon II. Foi casada duas vezes e mãe de cinco filhos, entres os quais Aegon III e Viserys II, sendo que ambos se tornaram reis após sua morte. Ela possuía um dragão chamado Syrax.
- Daemon Targaryen:

O Príncipe Daemon é o tio e segundo marido da Princesa Rhaenyra Targaryen. Ele era o irmão de Viserys I e foi o guerreiro mais experiente de seu tempo. Seu dragão se chamava Caraxes.
- Jacaerys Velaryon:

O Príncipe Jacaerys, apelidado de Jace, é o filho primogênito da Princesa Rhaenyra Targaryen com seu primeiro marido, Sor Laenor Velaryon. Ele era um dominador e seu dragão era Vermax.
- Lucerys Velaryon:

O Príncipe Lucerys, apelidado de Luke, é o segundo filho da Princesa Rhaenyra Targaryen com seu primeiro marido, Sor Laenor Velaryon. Era um domador de dragões e o seu era Arrax.
- Joffrey Vearyon:

O Príncipe Joffrey é o terceiro filho da Princesa Rhaenyra Targaryen com seu primeiro marido, Sor Laenor Velaryon. Ele também era um domador de dragões e o seu era Tyraxes.
- Aegon Targaryen:

Aegon Targaryen, também conhecido como Aegon, o Jovem, é o filho de Rhaenyra e Daemon Targaryen e foi sucessor de seu tio, Aegon II Targaryen, no desfecho da Dança dos Dragões, no qual os vitoriosos apoiadores de sua falecida mãe o puseram no trono.
- Viserys Targaryen:

Viserys Targaryen é era o irmão mais novo de Aegon o Jovem e filho de Rhaenyra e Daemon Targaryen. Viserys permaneceu na ilha de Lys durante a Dança dos Dragões, pois era um bebê, mas anos depois voltou e mais tarde subiu ao trono já com uma idade avançada, aos 49 anos, logo após a morte de seu sobrinho, o rei Baelor, o Abençoado.
- Rhaenys Targaryen:

A Princesa Rhaenys, também conhecida entre os plebeus como "A Rainha Que Nunca Foi", é a fiel esposa de Lorde Corlys Velaryon de Derivamarca. Ela era a tia de Rhaenyra e morreu durante uma batalha enquanto lutava com Aegon II. Seu dragão era Meleys..

#### Conselho Negro
- Corlys Velaryon:

Lorde Corlys, conhecido como Serpente do Mar, é um lendário Senhor das Marés, Mestre de Derivamarca e chefe da Casa Velaryon. Ele era o marido da princesa Rhaenys Targaryen. Ele atuou como Mão da Rainha.
- Bartimos Celtigar

Bartimos Celtigar é o Lorde da Ilha da Garra e chefe da Casa Celtigar das Terras da Coroa que serve no Conselho Negro como mestre da moeda. Como a Casa Targaryen e a Casa Velaryon, os Celtigars são de ascendência valiriana.
- Lorde Staunton:

O Lorde Staunton de Pouso das Gralhas é o e chefe da Casa Staunton das Terras da Coroa. Quando Criston Cole e seu crescente exército sitiam durante a Batalha de Pouso das Gralhas. Ele lidera a defesa da fortaleza e testemunha a batalha de dragões entre a princesa Rhaenys Targaryen, o rei Aegon II Targaryen e o príncipe Aemond Targaryen. Após a batalha e a perda de Pouso das Gralhas, o lorde Staunton tem a cabeça decapitada.
- Gormon Massey:

Gormon Massey é o Lorde de Bailepedra. Quando o príncipe Jacaerys Velaryon convocou novos cavaleiros de dragões, Gormon tentou montar Vermithor, mas foi queimado até a morte na abordagem.
- Lorde Bar Emmon:

O Lorde Bar Emmon é o chefe da Casa Bar Emmon e senhor de Ponta Aguda. Após a vitória dos verdes na Batalha em Vinhomel, Lorde Bar Emmon sugeriu que Rhaenyra dobrasse os joelhos diante do rei Aegon II Targaryen, mas a rainha rejeitou seu conselho.
- Gunthor Darklyn:

Gunthor Darklyn é o Lorde de Valdocaso e chefe da Casa Darklyn das Terras da Coroa. Após o Saque de Valdocaso, ele se recusa a jurar fidelidade ao rei Aegon II Targaryen e é executado por sor Criston Cole, levando suas forças restantes a se renderem e se juntarem ao exército de Criston.
- Mysaria:

Mysaria é uma linda e esbelta dançarina, apelidada de "Verme Branco" por seus inimigos. Mysaria nasceu em Lys, uma cidade-Estado de Essos, onde cresceu como escrava e dançarina. Por um tempo, foi amante de Daemon Targaryen e engravidou dele, mas perdendo o bebê em pouco tempo de gestação. Durante a Dança dos Dragões, ela ganha espaço na corte de Rhaenyra e se torna a sua Mestre dos Sussurros.s.
- Baela Targaryen:

Baela era filha do príncipe Daemon Targaryen com sua primeira esposa Lady Laena Velaryon. Sua irmã gêmea era Rhaena Targaryen. Ela montou o dragão Moondancer.
- Rhaena Targaryen:

Rhaena Targaryen, também conhecida como Rhaena de Pentos, era filha do Príncipe Daemon Targaryen com Lady Laena Velaryon. Sua irmã gêmea era Baela Targaryen. Rhaena não montou nenhum dragão durante a Dança dos Dragões, pois ela não tinha nenhum. Rhaena foi prometida a seu primo Príncipe Lucerys Velaryon.

## Desenvolvimento
A história deveria ser incluída no livro complementar The World of Ice & Fire, mas foi removida porque o livro estava se tornando muito longo para o conceito original de um livro totalmente ilustrado. Ele e várias outras histórias apareceram em versões resumidas em outras antologias.
Durante a San Diego Comic-Con 2022, o autor George R. R. Martin revelou que House of the Dragon é inspirada em um turbulento momento histórico vivido pela Inglaterra no século 12. Trata-se do fim do reinado de Henrique I que deu lugar a um período conhecido como “A Anarquia”. Após a morte do príncipe herdeiro Guilherme Adelino em um naufrágio no ano 1120, o rei Henrique I nomeou sua filha Matilde como sua sucessora ao trono inglês. Ele fez sua corte jurar lealdade a ela, porém, apesar de os desejos do rei serem claros, os nobres não gostaram da possibilidade de ter uma mulher como governante deles. Quando Henrique veio à óbito em 1135, o primo de Matilde, Estêvão de Blois, usurpou o trono com o apoio de seu irmão, Henrique de Blois. Ainda que tivesse o apoio do clero e da nobreza, Estêvão logo se viu ameaçado pela reivindicação de Matilde. Seu regime também foi caracterizado por uma onda de agitação social, fragmentação política e colapso da lei e da ordem.

## Recepção
A Entertainment Weekly chamou a novela de 35.000 palavras "uma grande demonstração da capacidade de Martin de dramatizar as complexidades escorregadias do poder: como o mal gera heroísmo, como os heróis se tornam vilões". A Princesa e a Rainha foram indicadas para o Locus Award de 2014.

## Adaptação
Uma adaptação televisiva baseada no enredo de The Princess and the Queen foi anunciada pela HBO em outubro de 2019. A série foi intitulada House of the Dragon e serve como spin-off de Game of Thrones. Os produtores executivos iniciais são Martin, Vince Gerardis, Ryan Condal e Miguel Sapochnik, onde Condal e Sapochnik atuaram como showrunners da série.  O sexto episódio da primeira temporada da série foi intitulado com o mesmo nome da novela. Os roteiros da segunda temporada e das temporadas subsequentes são baseados mais especificamente nos eventos narrados em The Princess and the Queen.